# Perilitus falciger
Perilitus falciger är en stekelart som först beskrevs av Johannes Friedrich Ruthe 1856.  Perilitus falciger ingår i släktet Perilitus och familjen bracksteklar. Arten är reproducerande i Sverige. Inga underarter finns listade i Catalogue of Life.